# Bairro do Limão
Bairro do Limão é um bairro do distrito do Limão situado na Zona Norte do município de São Paulo, no estado de São Paulo, no Brasil. 
O mesmo serve de sede para importantes empresas do estado, assim como para uma das potências atuais do carnaval paulistano, a escola de samba Mocidade Alegre.

## História
Constituído a partir de antigas chácaras, teve seu primeiro loteamento ocorrido no ano de 1921, porém, sua urbanização se iniciou principalmente na década de 1930. 
Em 1939, foi criada a Paróquia de Santo Antônio do Limão.
Em 1964, tornou-se subdistrito do município de São Paulo. Em 1953, foi fundada a Sociedade Amigos do Bairro do Limão.
É considerado o berço do punk no Brasil devido a bandas como Inocentes, Olho Seco e Ratos de Porão em início de carreira terem tocado em festivais realizados na Escola Estadual Tarcísio Alvares Lobo (EETAL) entre o fim dos anos 70 e começo dos anos 80.
Em 1990, foi inaugurada no bairro a sede da Rede Manchete em São Paulo, na Rua Prof. Ida Kolb, próximo a ponte do Limão. O prédio foi projetado pelo arquiteto Oscar Niemeyer e hoje é a sede da Editora Escala.

## Bairros

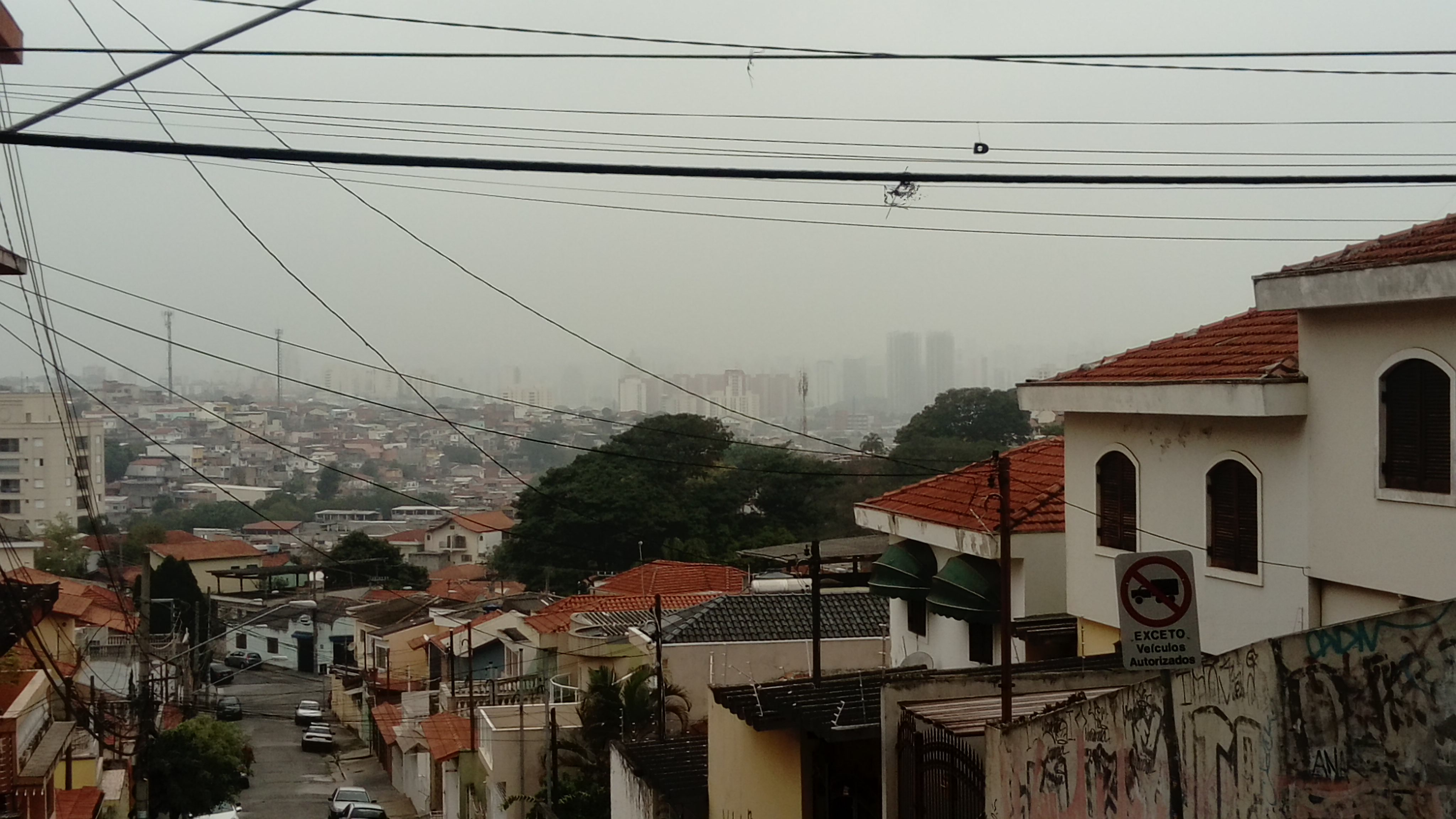
Vila Santa Maria.

A área deste subdistrito é de aproximadamente 5 quilômetros quadrados e abrange várias vilas como: Vila Munhoz, Vila Barbosa, Vila Carbone, Vila Carolina, Vila Cristo Rei, Vila Diva, Vila Espanhola, Jardim das Graças, Vila Itapeva, Bairro do Limão, Sítio do Morro, Jardim Pereira Leite, Vila Prado, Jardim Primavera, Vila Santa Cândida, Vila Santa Maria, Parque São Luís, Vila Siqueira, Vila Santista.
A mais antiga do subdistrito é a Vila Santa Maria, fundada em 1930. As demais vilas surgiram nas décadas de 50 e 60.

## Infraestrutura e Serviços

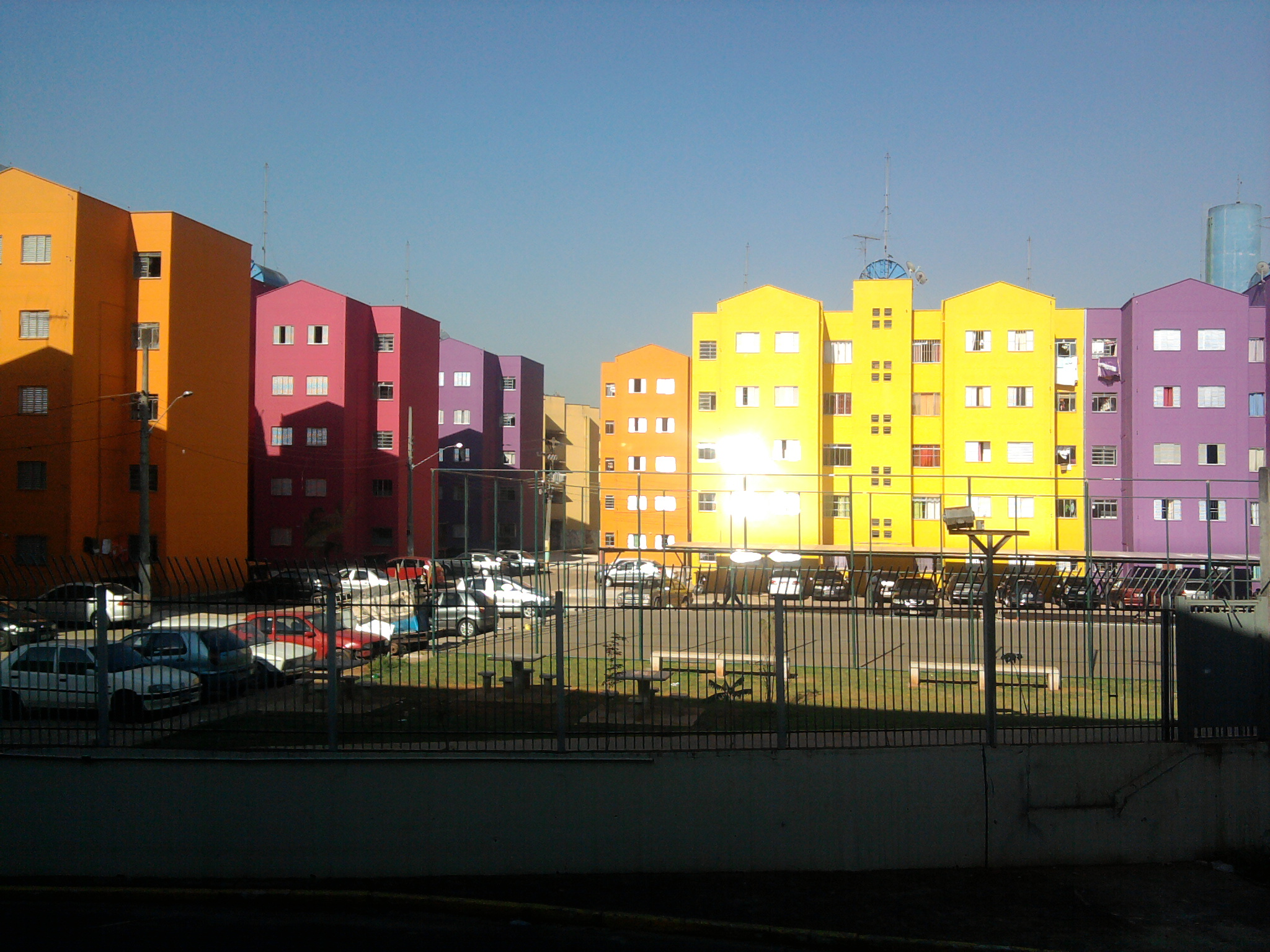
Conjunto habitacional Cingapura localizado ao lado da Marginal Tietê.

O Limão conta com uma boa infraestrutura de transportes, possuindo amplas avenidas, das quais se destacam a Avenida Professor Celestino Bourrol, a Avenida Engenheiro Caetano Álvares, a Avenida Nossa Senhora do Ó e a Avenida Deputado Emílio Carlos.
Há também indústrias, um grande número de residências, escolas públicas e particulares e variados serviços, tendo acesso bastante facilitado pela Via Professor Simão Faiguenboim.
É vizinho de importantes bairros, como a Lapa, a Barra Funda, a Água Branca, a Freguesia do Ó, Pompéia e Casa Verde.
Há um projeto de construção de uma estação de metrô na região da Freguesia do Ó, vizinha do bairro, o que beneficiará em muito toda a região. Atualmente, há um grande número de condomínios de edifícios sendo construídos na região.
Possui três Unidades Básicas de Saúde como principais estabelecimentos de saúde, a delegacia do bairro é o 40º DP que fica na Avenida Deputado Emílio Carlos. Tem como principais instituições de ensino, as escolas particulares Colégio Van Gogh, Colégio Padre Moye, Colégio Nova Época e as escolas públicas EMEI Nelson Mandela, Visconde de Taunay, EE Paulo Setúbal, Tarcísio Alvares Lobo, Antoine de Saint-Exúpery e Luiz Gonzaga Righini.
Possui os corredores de ônibus das avenidas Engenheiro Caetano Alvares e Inajar de Souza como principais vias de transporte público, além de estar localizado entre os terminais de ônibus da Casa Verde e da Vila Nova Cachoeirinha.

## Empresas
O bairro é sede de importantes empresas, tais como o jornal O Estado de S. Paulo, o jornal esportivo Lance!, o hipermercado Carrefour, a fabricante de instrumentos musicais Rozini, o Colégio Padre Moye, a Rádio Atual, a padaria Lareira, a pizzaria Sartori e a cafeteria Pé de Café.
Também é localizado no bairro, o Centro de Tradições Nordestinas de São Paulo, criado em 1990.

## Turma da Mônica
Os personagens das histórias em quadrinhos da Turma da Mônica moram no fictício "Bairro do Limoeiro", numa provável alusão ao bairro, uma vez que Maurício de Souza era um frequentador do bairro, devido a proximidade com as antigas sedes da Editora Abril e a Maurício de Souza Produções, que ficavam localizadas respectivamente nos bairros vizinhos da Freguesia do Ó e na Água Branca.